# 朴守卿
朴守卿（：／，？—964年），是高麗王朝初期的一名將領。本貫平州浿西。大匡尉朴遲胤之子。
根據《高麗史》記載，他性勇烈、多權智，擔任高麗的元尹。後百濟數次侵略新羅，高麗太祖王建以其為將軍，往鎮之。時值後百濟王甄萱率兵再至，朴守卿以奇計將其擊敗。在925年（太祖八年）的曹物郡之戰中，高麗太祖將其部眾分為三軍，以大相帝弓爲上軍，元尹王忠爲中軍，守卿、殷寧爲下軍。戰鬥時，上軍、中軍都失利，只有朴守卿的下軍獲勝。高麗太祖大喜，將其提拔為元甫。朴守卿說：「臣的兄長朴守文現在是元尹，而臣位居其上，寧不自愧？」於是兩人都被提拔為元甫。在927年（太祖十年）的勃城之役中，太祖被圍困，朴守卿奮戰將其救出。後來936年，朴守卿以馬軍將軍的身份，跟隨高麗太祖討伐甄神劍。依據功勞分給役分田時，朴守卿被特賜田二百結。
高麗定宗剛剛即位時，朴守卿在因平定內亂中功勞居多，不久轉任大匡。光宗十五年，其子佐丞承位、承景、大相承禮等人被讒下獄，守卿憂驚而死。後累贈司徒三重大匡。

## 影視形象
- 《太祖王建》(KBS, 2000年~2002年, 演員:김관기)
- 《帝國的早晨》(KBS, 2002年~2003年, 演員:정상철)
- 《輝煌或瘋狂》(MBC, 2015年~2015年, 演員:김진호)
- 《月之戀人－步步驚心：麗》(SBS, 2016年~2016年, 演員:成東日)